# إيرل دبليو. ارين
إيرل دبليو. ارين (بالإنجليزية: Earl W. Warren)‏ هو سياسي أمريكي، ولد في 25 فبراير 1902 في هيرلي في الولايات المتحدة، وتوفي في 3 مايو 1972. حزبياً، نشط في الحزب الديمقراطي. وقد انتخب عضو جمعية ولاية ويسكونسن.